# Andres Oper
Andres Oper est un footballeur international estonien né le 7 novembre 1977 à Tallinn en RSS d'Estonie. Il est milieu offensif ou attaquant.
Actuellement l'entraîneur adjoint de l'Estonie, il est aussi le meilleur buteur de la sélection estonienne.

## Palmarès
FC Flora Tallinn
- Championnat d'Estonie (3) : 1994/95, 1997/98, 1998
- Coupe d'Estonie (2) : 1994/95, 1998
- Supercoupe d'Estonie (1) : 1998